# Norma Duval
Pour les articles homonymes, voir Duval.
Norma Duval, née Purificación Martín Aguilera à Barcelone le 4 avril 1956, est une vedette espagnole de cabaret et de variété musicale, également actrice, chanteuse et femme d'affaires.

## Biographie

### Jeunesse et débuts
Duval est née à Barcelone le 4 avril 1956.  Sa famille a déménagé à Madrid pour vivre une villa dans la colonie militaire de Cuatro Vientos en raison de la profession de son père. Elle la sœur de l’actrice Carla Duval, décédée le 31 octobre 2010 d’un cancer du col de l’utérus à l’âge de 46 ans.
Duval est élue Miss Madrid en 1973. Elle est alors repérée par Valerio Lazarov, membre du jury du concours Miss Espagne, qui lui propose de faire partie de sa compagnie d’acteurs de théâtre.
Elle fait ses débuts à la télévision dans l’émission ¡Señoras y señores! (1974), avec d’autres artistes tels que Ángela Carrasco et Victoria Vera.

### Cinéma
Au début des années 80, elle est apparue dans plusieurs films, tels que Victòria! La gran aventura d'un poble, d'Antoni Ribas ou La mujer del juez de Francisco Lara Polop.

### Télévision
Il a présenté plusieurs émissions de télévision, presque toutes musicales et de divertissement et variétés: Superstar (1984) de Fernando Navarrete, Contigo (1988) avec Pedro Rollán et José Manuel Parada, Bellezas al agua (1990) avec Paco Cecilio, De Palma con amor (1991) avec Andoni Ferreño, Los domingos por Norma (1992-1993) sur Antena 3 et solo, Espejo secreto (1997) à nouveau avec Andoni Ferreño, un programme Noche de Fiesta en janvier 2000 et différentes spécialités du Nouvel An.
En 2020, elle participe à la première saison de Mask Singer : Adivina quién canta, sous le masque de la Licorne et se dévoilant au 3ème programme.

### Cabaret
À elle seule, Norma Duval fait vivre le mythe de la « showgirl ». Meneuse de revue music-hall, vedette principale aux spectacles du Lido de Paris, du Moulin Rouge et des Folies Bergère où elle a fait son apprentissage, aujourd'hui Norma Duval, selon ses déclarations récentes, se permet une réflexion profonde sur son prochain projet.

## Vie privée
En 1983, elle entame une relation amoureuse avec le basketteur Marc Ostarcevic, avec qui elle a trois enfants : Marc Ivan (1984), Yelko (1986) et Christian (1994). Ils se sont mariés le 10 février 1992 et séparé en octobre 2001, divorcé le 25 février 2003,,.
Le 29 septembre 2004, elle épouse l’homme d’affaires, producteur et distributeur de films espagnol, José Frade, dont elle a divorcé le 1er octobre 2009.
En juin 2015, elle épouse Matthias Kühn sur l’île de Tagomago. Elle entretenait déjà une liaison avec lui depuis 2010. Le 16 mars 2022, elle annonce qu'ils se séparent à nouveau.
Dans plusieurs campagnes électorales, elle a exprimé publiquement son soutien au Parti populaire.